# Searles Valley
Searles Valley statisztikai település az Amerikai Egyesült Államok Kalifornia államában, San Bernardino megyében. Lakosainak száma 1565 fő (2020. április 1.).

## Népesség
A település népességének változása:

| 2010 | 1 739 |
| 2020 | 1 565 |